# Chirolophis

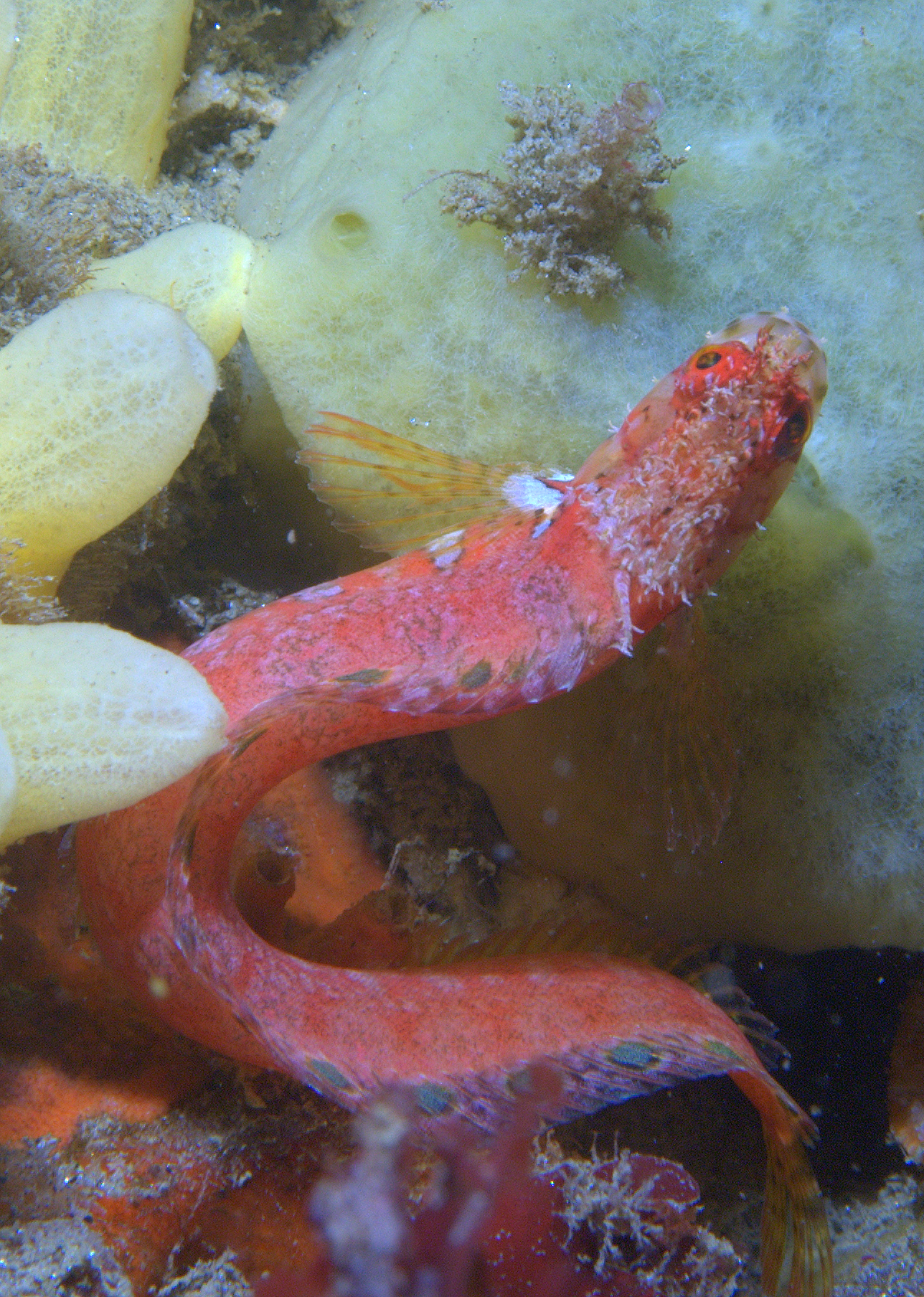
Chirolophis nugator

Chirolophis és un gènere de peixos de la família dels estiquèids i de l'ordre dels perciformes.

## Distribució geogràfica
Es troba a l'Atlàntic nord-oriental (Noruega, Skagerrak, Kattegat, Øresund, Helgoland, les illes Britàniques, les illes Òrcades, les illes Fèroe, les illes Shetland i Islàndia), l'Atlàntic nord-occidental (el Canadà) i el Pacífic nord (des de la península de Corea, la mar Groga, el mar del Japó, Kamtxatka, el nord del Japó -com ara, Hokkaido-, el mar d'Okhotsk, l'estret de Tatària, el golf de Bohai, la badia de Pere el Gran, el mar dels Txuktxis, les illes Aleutianes i el mar de Bering fins a Alaska, el Canadà -la Colúmbia Britànica- i Califòrnia -la badia de Humboldt i l'illa Sant Miquel-).

## Taxonomia
- Chirolophis ascanii (Walbaum, 1792)[15][16]
- Chirolophis decoratus (Jordan & Snyder, 1902)[17]
- Chirolophis japonicus (Herzenstein, 1890)[18]
- Chirolophis nugator (Jordan & Williams, 1895)[19]
- Chirolophis saitone (Jordan & Snyder, 1902)[20]
- Chirolophis snyderi (Taranetz, 1938)[21]
- Chirolophis tarsodes (Jordan & Snyder, 1902)[17]
- Chirolophis wui (Wang & Wang, 1935)[22][23][24][25][26][27][28][29][30][31]

## Estat de conservació
Chirolophis snyderi n'és l'única espècie que apareix a la Llista Vermella de la UICN, ja que, per la seua naturalesa costanera, es veu afectada pel desenvolupament costaner, la contaminació de l'aigua, les fuites d'oli dels vaixells i d'altres productes químics.